# Wolfgang Spann
Wolfgang Spann (* 29. August 1921 in Spalt; † 11. Januar 2013 in Schondorf am Ammersee) war ein deutscher Rechtsmediziner und Lehrstuhlinhaber.

## Leben
Spann wuchs in Freising auf, studierte nach dem Abitur 1937 am Wilhelmsgymnasium München ab 1940 in München Medizin und diente, zuletzt im Rang eines Feldunterarztes, an der Ostfront. Nach einem Jahr verwundet aus dem Krieg zurückgekehrt, schloss er 1947 sein Studium ab und wandte sich der Rechtsmedizin zu.
1966 wurde Spann auf den Lehrstuhl für Rechtsmedizin in Freiburg im Breisgau und 1969 nach München berufen und war dort auch jeweils als Vorstand des Institutes für Gerichtliche Medizin bzw. Rechtsmedizin tätig. Von 1967 bis 1968 war Spann Dekan der Medizinischen Fakultät der Albert-Ludwigs-Universität Freiburg, von 1971 bis zu seiner Emeritierung 1989 Dekan der Medizinischen Fakultät der Ludwig-Maximilians-Universität München. Zu seinen Interessengebieten zählte neben dem Arztrecht auch die Verkehrsmedizin.
Während seines Berufslebens war er unter anderem an der Ermittlung der Todesursachen von Stepan Bandera, Ingrid Schubert, Marianne Strauß, Franz Josef Strauß, Karl Heinz Beckurts und im Fall Vera Brühne beteiligt. Ebenso führte er eine Nachsektion an der Leiche von Rudolf Heß durch.

## Ehrungen
Im Jahr 1970 wurde Wolfgang Spann zum Mitglied der Leopoldina gewählt.
Spann wurde mit dem Verdienstkreuz 1. Klasse der Bundesrepublik Deutschland, dem Bayerischen Verdienstorden sowie der Bayerischen Verfassungsmedaille in Silber ausgezeichnet. Er war Ehrendoktor der Medizinischen Fakultäten der Universitäten Freiburg und Istanbul.